# 天主教加查斯內克教區
天主教加查斯內克教區（拉丁語：Dioecesis Qachasnekensis）是萊索托一個羅馬天主教教區，屬馬塞盧總教區。是該國四個天主教教區之一。
教區成立於1961年1月3日，位於該國東部。2010年有教友194,500人（佔轄區總人口49.2%）、十三個堂區、十四名司鐸。目前教區主教席位處於出缺狀態。